# Serre-les-Sapins
Serre-les-Sapins ist eine französische Gemeinde mit 1921 Einwohnern (Stand: 1. Januar 2022) im Département Doubs in der Region Bourgogne-Franche-Comté. Sie gehört zum Arrondissement Besançon und ist Mitglied im Gemeindeverband Grand Besançon Métropole. Die Bewohner werden Serri-Sapinois und Serri-Sapinoises genannt.

## Geographie
Serre-les-Sapins liegt auf 306 m, etwa acht Kilometer westlich der Stadt Besançon (Luftlinie). Das Dorf erstreckt sich in der leicht gewellten Landschaft zwischen den Flussläufen von Doubs im Süden und Ognon (im Norden) auf einer Anhöhe nordwestlich des Bois de Saint-Claude.
Die Fläche des 5,24 km² großen Gemeindegebiets umfasst einen Abschnitt nördlich des Doubstals. Der Hauptteil des Gebietes wird von dem Plateau eingenommen, das sich zwischen Doubs und Ognon ausdehnt und durchschnittlich auf 275 m liegt. Dieses Plateau umfasst das ausgedehnte Waldgebiet des Bois de Saint-Claude sowie das angrenzende Acker- und Wiesland. Es wird im Nordwesten von einem Höhenrücken flankiert, der sich über mehrere Kilometer von Südwesten nach Nordosten hinzieht. Hier wird mit 314 m die höchste Erhebung von Serre-les-Sapins erreicht. Nach Westen erstreckt sich das Gemeindeareal über eine Talmulde, die über die Lanterne zum Ognon entwässert wird, bis auf die Höhe von Champvans (310 m).
Nachbargemeinden von Serre-les-Sapins sind Champvans-les-Moulins und Pouilley-les-Vignes im Norden, Besançon im Osten, Franois im Süden sowie Chemaudin et Vaux mit Vaux-les-Prés im Westen.

## Geschichte
Erstmals urkundlich erwähnt wird Serre im 12. Jahrhundert. Zusammen mit der Franche-Comté gelangte das Dorf mit dem Frieden von Nimwegen 1678 definitiv an Frankreich. Um eine Verwechslung mit anderen gleichnamigen Gemeinden zu vermeiden, wurde Serre im Jahr 1961 offiziell in Serre-les-Sapins umbenannt.

## Sehenswürdigkeiten
Mit dem Bau der dreischiffigen Kirche Notre-Dame de la Nativité im klassischen Stil wurde 1771 begonnen. Im alten Ortskern sind noch verschiedene Häuser im traditionellen Stil der Franche-Comté aus dem 18. und 19. Jahrhundert erhalten.

## Bevölkerung
| Jahr                       | 1962 | 1968 | 1975 | 1982 | 1990 | 1999 | 2004 | 2016 | 2022 |
| Einwohner                  | 291  | 434  | 647  | 894  | 1251 | 1354 | 1527 | 1577 | 1921 |
| Quellen: Cassini und INSEE |      |      |      |      |      |      |      |      |      |

Mit 1921 Einwohnern (Stand 1. Januar 2022) gehört Serre-les-Sapins zu den kleineren Gemeinden des Départements Doubs. Nachdem die Einwohnerzahl in der ersten Hälfte des 20. Jahrhunderts stets im Bereich zwischen 210 und 270 Personen gelegen hatte, wurde seit Beginn der 1960er Jahre ein markantes Bevölkerungswachstum verzeichnet. Seither hat sich die Einwohnerzahl mehr als verfünffacht. Mittlerweile gehört Serre-les-Sapins zu den Agglomerationsgemeinden von Besançon.

## Wirtschaft und Infrastruktur
Serre-les-Sapins war bis weit ins 20. Jahrhundert hinein ein vorwiegend durch die Landwirtschaft (Ackerbau, Obstbau und Viehzucht) und die Forstwirtschaft geprägtes Dorf. Seit Mitte der 1970er Jahre wurde am Ortsrand eine Industrie- und Gewerbezone eingerichtet. Zu den wichtigen Branchen gehören die Kunststoffverarbeitung und der Tiefbau sowie ein Umzugsunternehmen. Daneben gibt es zahlreiche Betriebe des Einzelhandels. Mittlerweile hat sich das Dorf auch zu einer Wohngemeinde gewandelt. Viele Erwerbstätige sind deshalb auch Wegpendler, die in der Agglomeration Besançon ihrer Arbeit nachgehen.
Die Ortschaft ist verkehrstechnisch gut erschlossen. Sie liegt an einer Departementsstraße, die von Pouilley-les-Vignes nach Chemaudin führt. Der nächste Anschluss an die Autobahn A36 befindet sich in einer Entfernung von ungefähr 4 km. Eine weitere Straßenverbindung besteht mit Avanne-Aveney.